# The Hillside Group

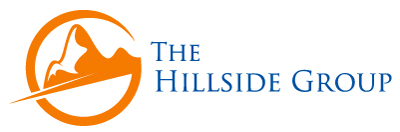
The Hillside Group - logotipo de la organización

The Hillside Group es una organización sin fines de lucro educativa fundada en agosto de 1993 para ayudar a los desarrolladores de software a analizar y documentar problemas comunes de desarrollo y diseño como patrones de diseño de software. The Hillside Group apoya a la comunidad de patrones a través del patrocinio de las conferencias Pattern Languages of Programs.

## Historia
En agosto de 1993, Kent Beck y Grady Booch patrocinaron un retiro en la montaña en Colorado, donde un grupo se reunió sobre las bases de los patrones de software. Ward Cunningham, Ralph Johnson, Ken Auer, Hal Hildebrand, Grady Booch, Kent Beck y Jim Coplien arquitecto examinado El trabajo de Christopher Alexander en lenguaje de patrones y sus propias experiencias como desarrolladores de software para combinar los conceptos de objetos y patrones y aplicarlos a la escritura de programas de computadora. El grupo acordó construir sobre el estudio de Erich Gamma de patrones orientados a objetos, pero usar patrones de una manera generativa en el sentido en que Alexander usa patrones para la planificación urbana y la arquitectura. Usaron la palabra "generativo" para significar creación, para distinguirlos de los patrones de Gamma que capturaban las observaciones. El grupo se reunía en la ladera de una colina, lo que los llevó a llamarse Hillside Group.
Desde entonces, Hillside Group se ha incorporado como una organización educativa sin fines de lucro. Patrocina y ayuda a organizar Lenguajes de patrones de programas (PLoP) conferencias como PLoP, EuroPlop, GuruPLoP, Asian PLoP Archivado el 15 de julio de 2017 en Wayback Machine. , Scrum PLoP, Viking PLoP y Sugarloaf PLoP. The Hillside Group también ha trabajado en la serie de libros Pattern Languages of Program Design.

## Actividades
The Hillside Group patrocina las conferencias Pattern Languages of Programs en varios países, incluidos EE. UU., Brasil, Noruega, Alemania, Australia y Japón. The Hillside Group ayudó a publicar la serie de libros Pattern Languages of Program Design hasta 2006. Desde 2006, The Hillside Group ha publicado patrones y actas de conferencias a través de la Association for Computing Machinery (ACM) Digital Library.

## Biblioteca de patrones
La Hillside Patterns Library contiene un archivo completo de patrones desarrollados por la comunidad, ya sea directa o indirectamente a través de las conferencias PLoP.

## Conferencias
The Hillside Group patrocina las conferencias enumeradas. Las conferencias se enfocan en patrones de escritura, talleres y charlas invitadas relacionadas con el desarrollo de patrones. La mayoría de las conferencias se llevan a cabo anualmente y alientan a los asistentes a enviar trabajos antes de la conferencia para incluirlos en los talleres de escritores. Los papeles pasan por un proceso de pastoreo, donde son anal y evolucionó antes de la asistencia a la conferencia.
- PLoP: Lenguajes de patrones de programas
- ChiliPLoP: Conferencia del sudoeste sobre lenguajes de patrones de programas
- EuroPLoP: Conferencia europea sobre lenguajes de patrones de programas
- AsianPLoP: Conferencia japonesa sobre lenguajes de patrones de programas  Archivado el 15 de julio de 2017 en Wayback Machine.
- SugarLoafPLoP: Conferencia Latinoamericana sobre Lenguajes de Patrones de Programación
- VikingPLoP: Conferencia nórdica sobre lenguajes de patrones de programas
- ScrumPLoP: Conferencia sobre lenguajes de patrones de Scrum
- EduPLoP: Taller de Escritura de Patrones Educativos

## La Junta del Grupo Hillside
El presidente de The Hillside Group para 2010-2014 es Joseph Yoder de The Refactory, Inc.
Hillside Group está dirigido por una junta compuesta por el presidente, el vicepresidente, el director de operaciones, el tesorero, dos directores, el secretario, dos editores en jefe y cuatro miembros.

## Tablero actual
| Posición          | Nombre                                                       |
| ----------------- | ------------------------------------------------------------ |
| Presidente        | Joseph Yoder                                                 |
| Vicepresidente    | ademar aguiar                                                |
| Tesorero          | Rebecca Wirfs-Brock                                          |
| directores        | Richard P. Gabriel y Neil Harrison                           |
| Secretario        | Lise B. Hvatum                                               |
| Editores en jefe  | Ralph Johnson                                                |
| miembros          | Bob Hanmer, Robert Biddle, Christian Kohls y Christian Köppe |
| Miembros eméritos | Grady Booch, Linda Rising y Dirk Riehle                      |

## Miembros fundadores
- Ward Cunningham
- Ralph Johnson
- Ken Auer
- Hal Hildebrand
- Grady Booch
- Kent Beck
- Jim Coplien